# Genzano di Roma
Genzano di Roma – miejscowość i gmina we Włoszech, w regionie Lacjum, w prowincji Rzym.
Według danych na rok 2004 gminę zamieszkiwały 21 654 osoby, 1 203 os./km².
W Genzano di Roma urodził się i zmarł biskup Tivoli i delegat apostolski w Chile Pietro Monti.

## Miasta partnerskie
- Châtillon
- Merseburg